# Épizoaire

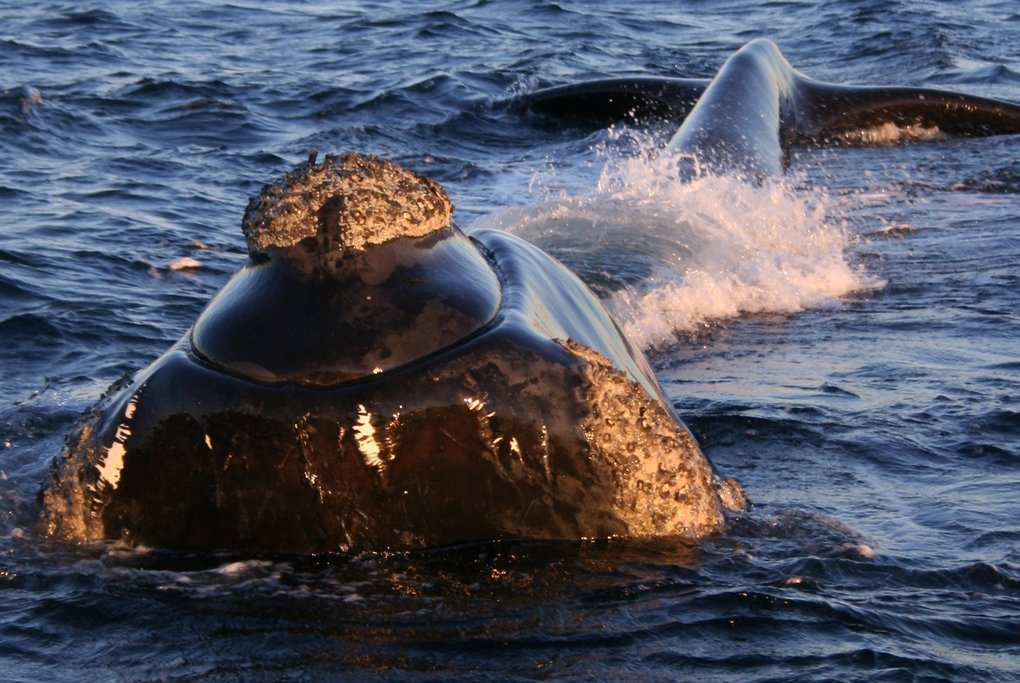
Cirripèdes sur une baleine franche australe.

Un épizoaire ou  épizoïte est un animal non parasite vivant sur le corps d'une autre espèce, sans que celle-ci ait à en pâtir véritablement. C'est un épibionte animal, proche de l'ectoparasite. L'interaction biologique liant alors les deux organismes est parfois appelée « épizoïsme ».

## Exemples
Ce type de relation est fréquemment observé sur la peau des grands cétacés (baleines, cachalots…), qui abrite divers crustacés (cirripèdes, copépodes, balanes) ou encore les poux des baleines. Souvent non pathogènes, ils peuvent cependant ouvrir une voie d'infection en se fixant dans la chair voire causer des lésions à la denture ou à la mâchoire pour les cas d'épizoïsme buccal.